# Bentharca avellanaria
Bentharca avellanaria is een tweekleppigensoort uit de familie van de Arcidae. De wetenschappelijke naam van de soort werd in 1907 voor het eerst geldig gepubliceerd door James Cosmo Melvill en Robert Standen.